# Новотроицкий (Алнашский район)
Новотроицкий — деревня в Алнашском районе Удмуртии, входит в Техникумовское сельское поселение. Находится в 9 км к юго-востоку от села Алнаши и в 91 км к юго-западу от Ижевска.
Население на 1 января 2008 года — 83 человека.

## История
По итогам десятой ревизии 1859—1873 годов в 10 дворах казённого починка Новотроицкий (Куяново, Кутловка) Елабужского уезда Вятской губернии проживали 57 жителей мужского пола и 50 женского. В 1981 году в селении проживало 17 семей общим количеством 119 жителей. Основным промыслом являлся торг дровами. На 1914 год жители починка Новотроицкий (Котныр-починка) числились прихожанами Свято-Троицкой церкви села Алнаши.
В 1921 году, в связи с образование Вотской автономной области, починок передан в состав Можгинского уезда. В 1924 году при укрупнении сельсоветов он вошёл в состав Алнашского сельсовета Алнашской волости, а в 1925 году — Кучеряновского сельсовета. В 1929 году упраздняется уездно-волостное административное деление и починок причислен к Алнашскому району. В том же году в СССР начинается сплошная коллективизация, в процессе которой в деревне образована сельхозартель (колхоз) «Коллективист».
В 1950 году проводится укрупнение сельхозартелей колхоз «Коллективист» упразднён, несколько соседних колхозов объединены в один колхоз «имени Ленина».
Постановлением Госсовета УР от 26 октября 2004 года починок Новотроицкий Техникумовского сельсовета был преобразован в деревню Новотроицк. В ноябре того же года Техникумовский сельсовет был преобразован в муниципальное образование Техникумовское и наделён статусом сельского поселения. А 12 июля 2005 года возвращено название — деревня Новотроицкий.

## Население
| 2008 | 2010 | 2012 |
| ---- | ---- | ---- |
| 83   | ↘82  | ↗86  |